# Yücel Çolak
Yücel Çolak (* 13. November 1968 in Samsun) ist ein ehemaliger türkischer Fußballspieler und -trainer.

## Spielerkarriere

### Vereine
Çolak gehörte im Seniorenbereich als Stürmer von 1986 bis 2002 15 unterschiedlichen Vereinen an. Aus der Jugendmannschaft des in seinem Geburtsort ansässigen Samsunspor rückte er im Alter von 17 Jahren in die erste Mannschaft auf und debütierte am 16. November 1986 (13. Spieltag) beim 1:0-Sieg im Heimspiel gegen Denizlispor mit Einwechslung für Mustafa Sinecek in der 58. Minute in der Süper Lig, der höchsten Spielklasse im türkischen Fußball. Sein erstes Tor, das einzige in 17 Saisonspielen, erzielte er am 31. Mai 1987 (37. Spieltag) beim 3:2-Sieg im Auswärtsspiel gegen den Sarıyer SK mit dem Treffer zum 2:1 in der 23. Minute. Nach weiteren 49 Punktspielen, in denen er zehn Tore erzielte, wechselte er zur Saison 1988/89 zum Ligakonkurrenten Sakaryaspor, für den er mit elf Toren in 54 Punktspielen am Saisonende 1989/90 ähnlich erfolgreich war, den Abstieg seiner Mannschaft in die Türkiye 2. Futbol Ligi, Gruppe A jedoch nicht zu verhindern vermochte.
Von Galatasaray Istanbul 1990 verpflichtet, jedoch ohne Ligaeinsatz geblieben, wechselte er in der laufenden Saison zu Çengelköspor, für den er 26 von 34 Punktspiele in der Gruppe 9 der Türkiye 3. Futbol Ligi bestritt und damit zum ersten Platz in dieser Spielklasse, verbunden mit dem Aufstieg, beitrug. In der zweithöchsten Spielklasse kam er jedoch für Mersin İdman Yurdu in der Gruppe C, bis Saisonende 1992/93, Gruppe 3 in 64 von 68 Saisonspielen zum Einsatz und war mit 36 Toren äußerst erfolgreich.
Anschließend gehörte er vier Zweitligisten jeweils eine Saison lang an. In der Saison 1997/98 wurde er vom 3. August bis zum 17. Oktober 1997 in den ersten zehn Punktspielen des Erstligaaufsteigers Ankara Şekerspor eingesetzt. Während der laufenden Saison zum Zweitligisten Göztepe Izmir gewechselt, bestritt er bis zum Saisonausklang am 17. Mai 1998 20 Punktspiele, in denen er elf Tore erzielte. Vom 15. Juli bis zum 26. November 1998 war er Spieler von İzmirspor, für den er vom 15. August bis zum 30. Oktober 1998 in der Gruppe 2 sechs Tore in elf Punktspielen erzielte.
In den Drittligasaisonen 1998/99 und 1999/2000 war er für Siirtspor und Ispartaspor tätig und trug beide Male zum Aufstieg bei; danach war er von Mai bis August ohne Verein.
Für seinen letzten Verein Gaziosmanpaşaspor bestritt er vom 13. August 2000 bis zum 1. September 2002 60 Zweitligaspiele, in denen er 35 Tore erzielte. Während seiner Spielerkarriere bestritt er Spielklasse übergreifend 437 Punktspiele, in denen er 187 Tore erzielte.

### Nationalmannschaft
Als Nationalspieler trat er mit der U16-Nationalmannschaft am 21. April 1984 beim 1:0-Sieg im Freundschaftsspiel gegen die U16-Nationalmannschaft Frankreichs erstmals in Erscheinung. Für die U18-Nationalmannschaft bestritt er vom 7. November 1985 bis zum 14. Mai 1986 sieben Länderspiele. Vom 13. Oktober 1987 bis zum 9. Mai 1989 bestritt er acht Länderspiele für die U21-Nationalmannschaft, für die er am 15. Dezember 1987 in Izmir im letzten Spiel der EM-Qualifikationsgruppe 4 beim 3:2-Sieg über die U21-Nationalmannschaft Jugoslawiens als Einwechselspieler zum Einsatz kam und in der  64. Minute das dritte Tor seiner Mannschaft erzielte. Am 29. November 1988 gelangen ihm beim 3:2-Sieg im Freundschaftsspiel gegen die U21-Nationalmannschaft der DDR gar zwei Tore. Für die Olympiaauswahl bestritt er 1988 vier Länderspiele außerhalb des Turniers.

### Erfolge
- Sieger Gruppe 5 Türkiye 3. Futbol Ligi 2000
- Sieger Gruppe 1 Türkiye 3. Futbol Ligi 1999
- Sieger Gruppe 9 Türkiye 3. Futbol Ligi 1991 und Aufstieg in die Türkiye 2. Futbol Ligi, Gruppe A

## Trainerkarriere
Vom 1. März bis zum 30. Juni 2006 war er Co-Trainer von MKE Ankaragücü. Anschließend betreute er von 2011 bis 2017 vier türkische Vereine als Cheftrainer, zunächst ein halbes Jahr Siirtspor, dann jeweils für ein Jahr MKE Ankaragücü, Maltepespor und Çengelköspor.